# Rusia en los Juegos Olímpicos de Atlanta 1996
Rusia estuvo representada en los Juegos Olímpicos de Atlanta 1996 por un total de 390 deportistas que compitieron en 25 deportes.  
El portador de la bandera en la ceremonia de apertura fue el luchador Alexandr Karelin.

## Medallistas
El equipo olímpico ruso obtuvo las siguientes medallas:
| Nombre | Deporte            | Competición                     |
| --- | ------------------ | ------------------------------- |
| Oro |                    |                                 |
| Svetlana Masterkova | Atletismo          | 800 m F                         |
| Svetlana Masterkova | Atletismo          | 1500 m F                        |
| Yelena Nikolayeva | Atletismo          | 10 km marcha F                  |
| Oleg Saitov | Boxeo              | Wélter (69 kg) M                |
| Zulfiya Zabirova | Ciclismo en ruta   | Contrarreloj F                  |
| Alexandr Beketov | Esgrima            | Espada ind. M                   |
| Stanislav Pozdniakov | Esgrima            | Sable ind. M                    |
| Ilgar Mamedov Vladislav Pavlovich Dmitri Shevchenko | Esgrima            | Florete por eqs. M              |
| Grigori Kiriyenko Stanislav Pozdniakov Serguei Sharikov | Esgrima            | Sable por eqs. M                |
| Alexei Nemov | Gimnasia artística | Salto de potro M                |
| Serguei Jarkov Nikolai Kriukov Alexei Nemov Dmitri Trush Dmitri Vasilenko Alexei Voropayev                                                                      | Gimnasia artística | Concurso completo por eqs. M    |
| Svetlana Jorkina | Gimnasia artística | Barras asimétricas F            |
| Alexei Petrov | Halterofilia       | 91 kg M                         |
| Andrei Chemerkin | Halterofilia       | +108 kg M                       |
| Alexandr Karelin | Lucha grecorromana | 130 kg M                        |
| Vadim Boguiyev | Lucha libre        | 68 kg M                         |
| Buvaisar Saitiyev | Lucha libre        | 74 kg M                         |
| Jadzhimurad Magomedov | Lucha libre        | 82 kg M                         |
| Denis Pankratov | Natación           | 100 m mariposa M                |
| Denis Pankratov | Natación           | 200 m mariposa M                |
| Alexandr Popov | Natación           | 50 m libre M                    |
| Alexandr Popov | Natación           | 100 m libre M                   |
| Dmitri Sautin | Saltos             | Plataforma 10 m M               |
| Artiom Jadzhibekov | Tiro               | Rifle de aire 10 m M            |
| Boris Kokorev | Tiro               | Pistola 50 m M                  |
| Olga Klochneva | Tiro               | Pistola de aire 10 m F          |
| Plata |                    |                                 |
| Ilia Markov | Atletismo          | 20 km marcha M                  |
| Mijail Shchennikov | Atletismo          | 50 km marcha M                  |
| Igor Trandenkov | Atletismo          | Salto con pértiga M             |
| Valentina Yegorova | Atletismo          | Maratón F                       |
| Inna Lasovskaya | Atletismo          | Triple salto F                  |
| Natalia Sadova | Atletismo          | Disco F                         |
| Eduard Gritsun Nikolai Kuznetsov Alexei Markov Anton Shantyr | Ciclismo en pista  | Persecución por eqs. M          |
| Serguei Sharikov | Esgrima            | Sable ind. M                    |
| Alexandr Beketov Pavel Kolobkov Valeri Zajarevich | Esgrima            | Espada por eqs. M               |
| Alexei Nemov | Gimnasia artística | Concurso completo ind. M        |
| Yelena Dolgopolova Rozaliya Galieva Yelena Grosheva Svetlana Jorkina Dina Kochetkova Yevgueniya Kuznetsova Oxana Liapina                                        | Gimnasia artística | Concurso completo por eqs. F    |
| Yanina Batyrshina | Gimnasia rítmica   | Individual F                    |
| Serguei Syrtsov | Halterofilia       | 108 kg M                        |
| Majarbek Jadartsev | Lucha libre        | 90 kg M                         |
| Roman Yegorov Alexandr Popov Vladimir Predkin Vladimir Pyshnenko                                                                                                | Natación           | 4 × 100 m libre M               |
| Vladimir Selkov Stanislav Lopujov Denis Pankratov Alexandr Popov                                                                                                | Natación           | 4 × 100 estilos M               |
| Eduard Zenovka | Pentatlón moderno  | Individual M                    |
| Irina Lashko | Saltos             | Trampolín 3 m F                 |
| Irina Guerasimenok | Tiro               | Rifle en tres posiciones 50 m F |
| Marina Logvinenko | Tiro               | Pistola de aire 10 m F          |
| Dmitri Shabanov Gueorgui Shaiduko Igor Skalin | Vela               | Soling M                        |
| Bronce |                    |                                 |
| Irina Yudoroshkina | Atletismo          | Peso F                          |
| Raimkul Malajbekov | Boxeo              | Gallo (54 kg) M                 |
| Albert Pakeyev | Boxeo              | Pluma (57 kg) M                 |
| Alexei Lezin | Boxeo              | Superpesado (+91 kg) M          |
| Karina Aznavurian Yuliya Garayeva Mariya Mazina | Esgrima            | Espada por eqs. F               |
| Alexei Nemov | Gimnasia artística | Suelo M                         |
| Alexei Nemov | Gimnasia artística | Caballo con arcos M             |
| Alexei Nemov | Gimnasia artística | Barra fija M                    |
| Yevgueniya Bochkariova Irina Dziuba Yuliya Ivanova Yelena Krivoshei Olga Shtyrenko Anguelina Yushkova                                                           | Gimnasia rítmica   | Equipos F                       |
| Zafar Guliyev | Lucha grecorromana | 48 kg M                         |
| Alexandr Tretiakov | Lucha grecorromana | 68 kg M                         |
| Andrei Korneyev | Natación           | 200 m braza M                   |
| Vladislav Kulikov | Natación           | 100 m mariposa M                |
| Oleg Gorobi Anatoli Tishchenko Gueorgui Tsybulnikov Serguei Verlin                                                                                              | Piragüismo         | K4 1000 m M                     |
| Pavel Melnikov Andrei Glujov Anton Chermashentsev Nikolai Axionov Dmitri Rozinkevich Serguei Matveyev Roman Monchenko Vladimir Volodenkov Alexandr Lukianov (t) | Remo               | Ocho con timonel (W8+) M        |
| Marina Logvinenko | Tiro               | Pistola 25 m F                  |